# Heinrich Joseph Koulen
Heinrich Joseph Koulen, auch Heinrich Josef Koulen (* 2. Februar 1852 in Kirchhoven; † 19. Oktober 1922 in Heinsberg) war ein deutscher Bildhauer.

## Leben
Koulen wurde an Bildhauerateliers in Roermond und an der Akademie in Antwerpen ausgebildet. Wanderjahre führten ihn durch die Niederlande, Belgien und Frankreich. Nachdem er längere Zeit in Lille gelebt hatte, zog er nach Heinsberg. Er schuf vor allem Werke der Christlichen Kunst.

Sein Atelier hatte er in der Josefstraße 9.

Lehrlinge waren unter anderem Hein Minkenberg, später Kunstprofessor an der Kunstgewerbeschule Aachen, und sein Neffe Jupp Koulen, Bildhauer und Maler.

## Werke
- Heinsberg, Nagelfigur Eiserner Johann. Sommer 1916. Überarbeitet Winter 1916/17.[4]
- St. Gangolf (Heinsberg), Marienaltar (Nachbildung des Pacher-Altars in der Pfarrkirche von Sankt Wolfgang im Salzkammergut (Oberösterreich)), Triumphkreuz, Mariahilf- und Taufaltar, Bänke des Mittelschiffs, Kreuzigungsgruppe im Pfarraltar, Figuren des hl. Gangolphus, Hl. Anna Selbdritt im Hochaltar, Rahmen der Kreuzwegbilder, Engel am Choraufgang, Hl. Aloysius, Hl. Agnes.[5]
- Heinsberg, Mariensäule.[6]
- Heinsberg, Paterskirche, Pieta. Seit 1958 in St. Gangolf.[7]
- Karken, Kirche, Altar, Kommunionbank, Kanzel, Chorgestühl.[8]
- Kempen, Mariensäule.[9]
- St. Martinus (Kierdorf), Altaraufsatz. Drei Skulpturen: Pietà (1896), Herz-Jesu (1897), St. Antonius (1898)
- Laffeld, Andachtskapelle, Madonnenstatue[10]
- Steinkirchen (Wassenberg)#St. Martinus, Pieta. Früher im aufgegebenen Franziskanerkloster St. Ludwig, Vlodrop[11]